# جون براون (قسيس)
جون براون (بالإنجليزية: John Brown)‏ هو قسيس بريطاني، ولد في 13 يوليو 1930، وتوفي في 23 أكتوبر 2011.